# Sol da Pátria
O Sol da Pátria é um movimento político-cultural Trabalhista e Tradicionalista brasileiro, iniciado no ano de 2022. Surge como uma frente que busca concretizar a vocação nacional de Soberania, Justiça Social e Grandeza do Brasil. A finalidade é dar continuidade ao projeto patriótico iniciado por gerações anteriores de brasileiros inconformados com as limitações impostas ao país por ameaças externas e internas, construindo uma frente soberanista que dialogue com outros grupos alinhados para fortalecer uma visão nacional-popular. O lema do movimento é "Pão, Terra e Tradição!".

## Atuação
Atualmente, a atuação do movimento consiste em diversas ações. Os líderes ajudam na organização de fóruns, encontros e seminários presenciais. Ademais, um canal de youtube focado em lives agrega mais de 300 vídeos e contabiliza cerca de 5 mil inscritos, já tendo sido recebidos convidados importantes do campo ideológico nacionalista, como o Almirante Othon - "pai" do programa nuclear brasileiro.
No site da organização, há também matérias e notícias publicadas, geralmente de opinião, que defendem o espectro Trabalhista. São abordados temas históricos e da política recente brasileira - por vezes também geopolítica internacional.
Recentemente, foram criados uma loja virtual e um "substack" (plataforma de divulgação de conteúdo) do movimento.
O Sol da Pátria, junto com outros movimentos nacionalistas e trabalhistas, como Comunhão Popular, Dever da Esperança e Quinto Movimento, organizou um seminário em São Paulo, no restaurante Cama & Café, com apoio do Portal Disparada. O evento, mediado por Fausto Oliveira, contou com a participação de Ciro Gomes e Aldo Rebelo, que defenderam o patriotismo e o nacionalismo, enfatizando a necessidade de resgatar esses valores de interesses que os distorcem e construir uma frente ampla para debater soberania e desenvolvimento. O seminário, que também lançou os livros “Rainha do Meio-Dia” e “Já Raiou a Liberdade”, foi gravado para divulgação e marcou o início de uma coalizão suprapartidária pela Frente Soberana, inspirada em figuras como Getúlio Vargas, Brizola e Darcy Ribeiro.

## Liderança
A principal liderança do movimento é o André Luiz Reis. Ele é historiador e professor da rede pública do Estado e do Município do Rio de Janeiro; é militante trabalhista e nacionalista; cristão ortodoxo, getulista e investiga há mais de uma década assuntos relacionados à geopolítica, tradicionalismo, religião, cultura popular e outros temas; figura conhecida na Dissidência Tradicionalista, tem dialogado com diversas figuras da cena política nacionalista e trabalhista; seus artigos são publicados no portal Disparada e outros; ativista fundador e Presidente de Honra do Sol da Pátria.